# Mats Hayen
Mats Fredrik Hayen, född 24 juni 1968 i Tyska S:ta Gertruds församling i Stockholm, är en svensk historiker, arkivarie och författare. 
Hayen är arkivarie vid Stockholms stadsarkiv. Han blev 2007 filosofie doktor när han vid Stockholms universitet disputerade på avhandlingen Stadens puls: en tidsgeografisk studie av hushåll och vardagsliv i Stockholm, 1760-1830. Han har medverkat i många avsnitt av släktforskarprogrammet Vem tror du att du är? i SVT.
År 2015 beslöt Stadshistoriska nämnden att tilldela Hayen Yngve Larssons pris för stads- och kommunhistoriska insatser.
Mats Hayen är gift med Katharina Svennewall (född 1971).